# القرنة (مركز)
مركز القرنة، مركز إداري مصري. يقع في محافظة الأقصر الواقعة في جمهورية مصر العربية. القاعدة الإدارية للمركز هي مدينة القرنة.